# Schnupfröhrchen

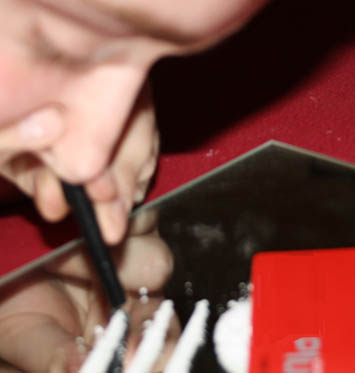
Ein Mann schnupft Speed

Ein Schnupfröhrchen, Nasenröhrchen oder Ziehröhrchen ist ein Gegenstand zum nasalen Konsum von pulverförmigen Drogen, z. B. Kokain, Ketamin, Heroin, Speed oder Schnupftabak.

## Konsumtechnik

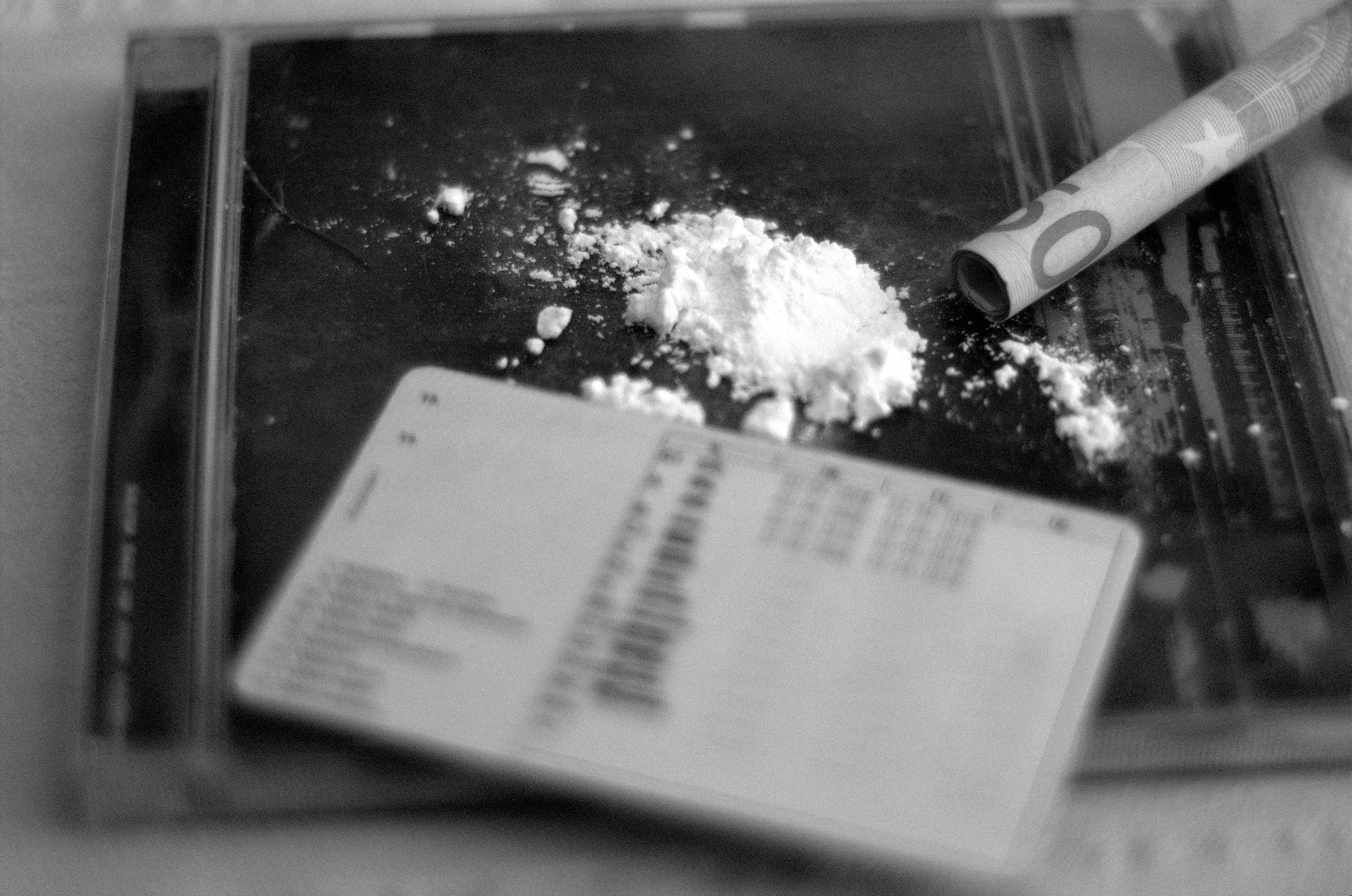
Kokain und Schnupfröhrchen

Das in einer Linie aufgelegte Rauschmittel (eng. line) wird dabei aufgesogen, indem man durch die Nase einatmet und dabei das andere Nasenloch zuhält. Es ist üblich, dass das Pulver mittels einer Scheckkarte oder einer Klinge auf einer glatten Oberfläche (z. B. einem Spiegel) in die richtige Form gebracht wird. Damit können außerdem auch größere Körner zu Pulver zerrieben und verschiedene Substanzen (z. B. bei einem Speedball) gemischt werden.

## Röhrchentypen
Weit verbreitet ist die Methode, durch Einrollen eines Geldscheines oder eines Stück Papiers ein Schnupfröhrchen zu bauen. Es werden jedoch auch Röhrchen aus verschiedenen Materialien (beispielsweise Glas und Kunststoff) kommerziell erzeugt oder sonstige röhrenförmige Utensilien (etwa Kugelschreibergehäuse und Trinkhalme) zweckentfremdet.

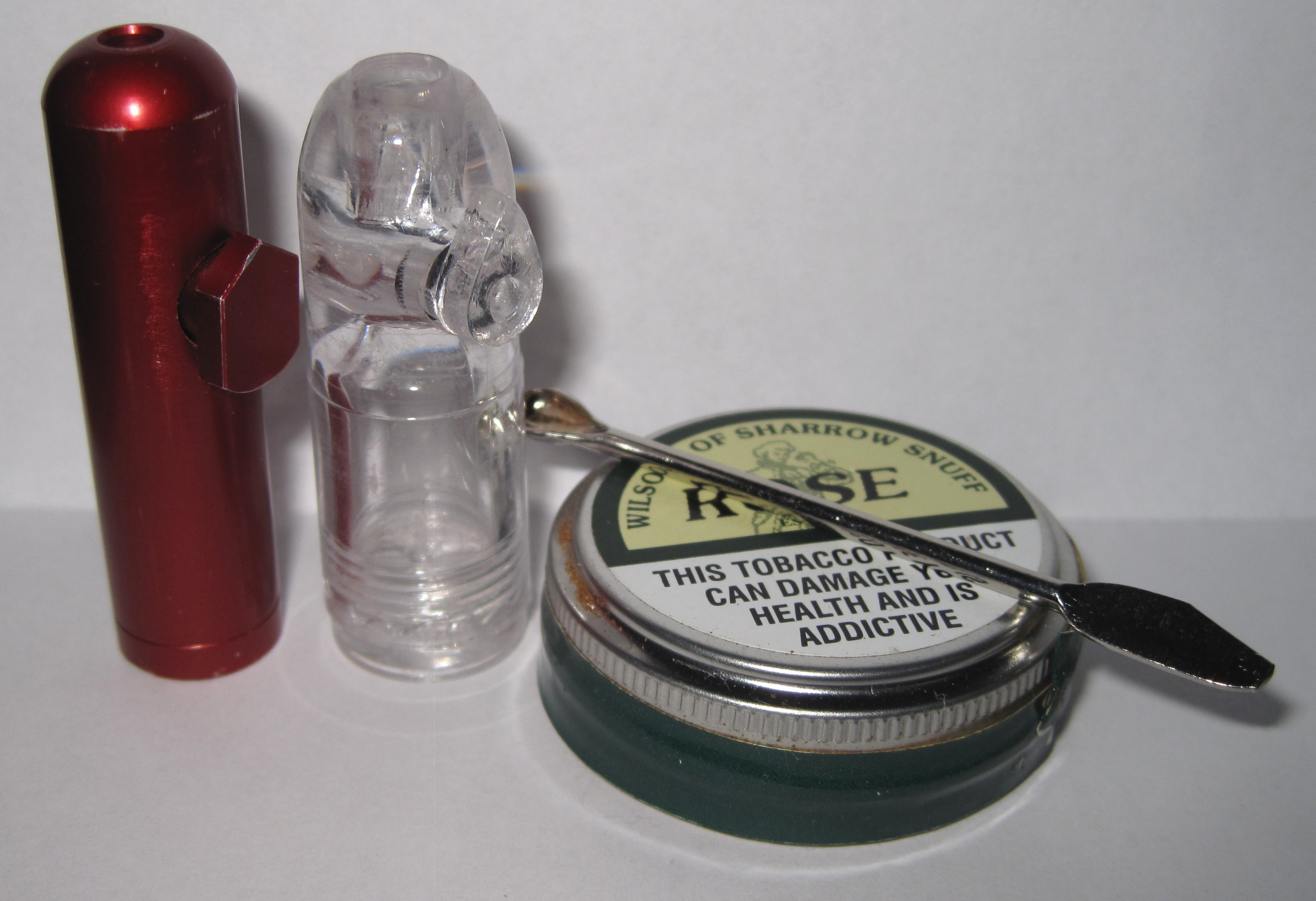
Englisches Schnupfröhrchen (snuff bullet) nebst einer Schnupftabakdose

## Gefahren
Wenn mehrere Personen nacheinander das gleiche Schnupfröhrchen benutzen, kann es zur Übertragung von Krankheitserregern kommen. Dies gilt vor allem für Dauerkonsumenten, da diese häufiger Verletzungen an den Nasenschleimhäuten haben als Gelegenheitskonsumenten. Das gemeinsame Benutzen von scharfkantigen Schnupfröhrchen (z. B. abgeschnittene Strohhalme aus Kunststoff) stellt ein hohes Infektionsrisiko dar, da die Nasenschleimhäute leicht verletzt werden können. Deshalb sollten die Regeln des Safer Sniffing beim Schnupfvorgang eingehalten werden.